# ピロリン酸塩
ピロリン酸塩（ピロりんさんえん、ピロ燐酸塩、pyrophosphate）とはピロリン酸則ち二リン酸（diphosphate）の塩(えん)或いは陰イオン（ピロリン酸イオン）P2O74−を指す。溶液中ではピロリン酸イオン、各種ピロリン酸水素イオンまたは加水分解によって生じるピロリン酸などとして存在する為、日本語では単に（総称的に）ピロリン酸と参照されることが多い（寧ろピロリン酸イオンとしての存在は稀）が、このような生化学における分子動態を論ずる文脈では、英語で言及する場合ピロリン酸分子を指すpyrophosphoric acidではなく（総称的に）pyrophosphateの語が用いられ、これは日本語のピロ燐酸塩を指しているという訳ではない。以下の言葉使いもその通りである。
食品添加物として、二リン酸類はE450として知られている。具体的な塩としてはナトリウム塩やカリウム塩が存在する。

## 化学
ピロリン酸は初めはリン酸を加熱することによって調製されていた（pyro-はギリシャ語で火を意味する）。よい錯化剤であり、工業化学において様々な用途で使用されている。ポリリン酸類に含まれる最も小さな単位である。
ピロリン酸という用語は、ジメチルアリル二リン酸 (dimethylallyl pyrophosphate) のように無機リン酸と生物化合物との縮合により生成するエステルの名称でもある。この結合は高エネルギーリン酸結合とも呼ばれている。
ピロリン酸テトラエチルの合成は、1854年にPhilip de Clermountによってフランス科学アカデミーの会合で初めて発表された。

## 生化学
ピロリン酸は生化学において非常に重要である。アニオンP2O74−はPPiと略記され、細胞中で起こるATPのAMPへの加水分解によって生成する。
{\displaystyle {\ce {ATP -> {AMP}+ PP_i}}}
例えば、ヌクレオチドが成長中のDNAあるいはRNA鎖にポリメラーゼによって取り込まれる時、ピロリン酸(PPi) が解放される。ピロホスファートと3'-ヌクレオチド一リン酸（NMPあるいはdNMP）との反応である加ピロリン酸分解 (pyrophosphorolysis) は重合反応の逆反応である。オリゴヌクレオチドからは対応するヌクレオチド三リン酸（DNAからはdNTP、RNAからはNTP）が除去される。
ピロリン酸アニオンの構造はP2O74−であり、ホスファートの酸無水物である。水溶液中では不安定であり、無機リン酸へと加水分解される。
{\displaystyle {\ce {{P2O7{}^{4-}}+H2O->2HPO4{}^{2-}}}}
{\displaystyle {\ce {{PP_{i}}+H2O->2P_{i}}}}
酵素触媒非存在下では、ピロリン酸、鎖状三リン酸、ADP、ATPといった単純なピロリン酸類の加水分解反応の進行は、高酸性媒質中以外では通常極度に遅い。
この無機リン酸塩への加水分解によってATPのAMPおよびPPiへの切断といった生化学反応は不可逆となっている。
PPiは石灰化を妨げるのに十分な量が髄液、血漿、尿に存在しており、細胞外液 (ECG) におけるヒドロキシアパタイトの天然阻害剤であると考えられる。細胞は細胞内PPiをECFに通すと考えられている。ANKは細胞外PPiレベルを保つための非酵素的細胞膜PPiチャネルである。膜PPiチャネルであるANKの機能低下は細胞外PPi量の低下と細胞内PPiの上昇と関連している。エクトヌクレオチドピロホスファターゼ／ホスホジエステラーゼ (ENPP) は細胞外PPiの上昇のために機能していると考えられている。

## 推薦文献
- Schröder HC, Kurz L, Muller WEG, Lorenz B (Mar 2000). “Polyphosphate in bone”. Biochemistry (Moscow). 65 (3):  296–303.  オリジナルの2011年8月25日時点におけるアーカイブ。.